# Harșîne, Sakî
Harșîne (în ucraineană Гаршине) este un sat în comuna Lisnivka din raionul Sakî, Republica Autonomă Crimeea, Ucraina.

## Demografie
Componența lingvistică a localității Harșîne
     Rusă (57,93%)
     Tătară crimeeană (23,71%)
     Ucraineană (17,2%)
     Alte limbi (0,17%)
Conform recensământului din 2001, majoritatea populației localității Harșîne era vorbitoare de rusă (57,93%), existând în minoritate și vorbitori de tătară crimeeană (23,71%) și ucraineană (17,2%).